# Metagnoma
Metagnoma – rodzaj chrząszczy z rodziny kózkowatych i podrodziny zgrzypikowych. 

## Zasięg występowania
Przedstawiciele tego rodzaju występują na Borneo.

## Systematyka
Do Metagnoma należą 2 gatunki:
- Metagnoma singularis
- Metagnoma strandi